# Алексієвка (Кумертауський міський округ)
Алексі́євка (рос. Алексеевка, башк. Алексеевка) — присілок у складі Башкортостану, Росія. Входить до складу Кумертауського міського округу.
Населення — 336 осіб (2010, 355 у 2002).
Національний склад:
- росіяни — 52 %